# Fundidora de Fierro y Acero de Monterrey
Fundidora de Fierro y Acero de Monterrey, S.A. fue una empresa siderúrgica fundada en 1900 en la ciudad de Monterrey, la empresa pasó a ser propiedad federal en 1977, hasta su bancarrota en 1986. Durante 60 años se dedicó exclusivamente a la elaboración de artículos de fierro y acero no planos, tales como rieles, alambrón, varilla corrugada, estructuras, ruedas para ferrocarril y demás.

## Historia

### Orígenes
A finales del siglo XIX, era del conocimiento de muchos empresarios de la existencia de numerosos yacimientos de fierro y carbón en los alrededores de Monterrey, por lo que el conocimiento de Vicente Ferrara en empresas siderurgicas de Estados Unidos, encuentra la oportunidad de instalar una similar en la ciudad, con el apoyo del presidente Porfirio Díaz quien quería hacer Rieles para Ferrocarriles en México; antes de que comenzara el Porfiriato y del Gobernador Bernardo Reyes, se juntó en alianza estratégica con Eugenio Kelly, León Signoret y Antonio Basagoiti Arteta consiguen apoyo financiero y fiscal, así como el terreno a instalarse, vislumbrando el potencial del estado de Nuevo León como productor de acero.

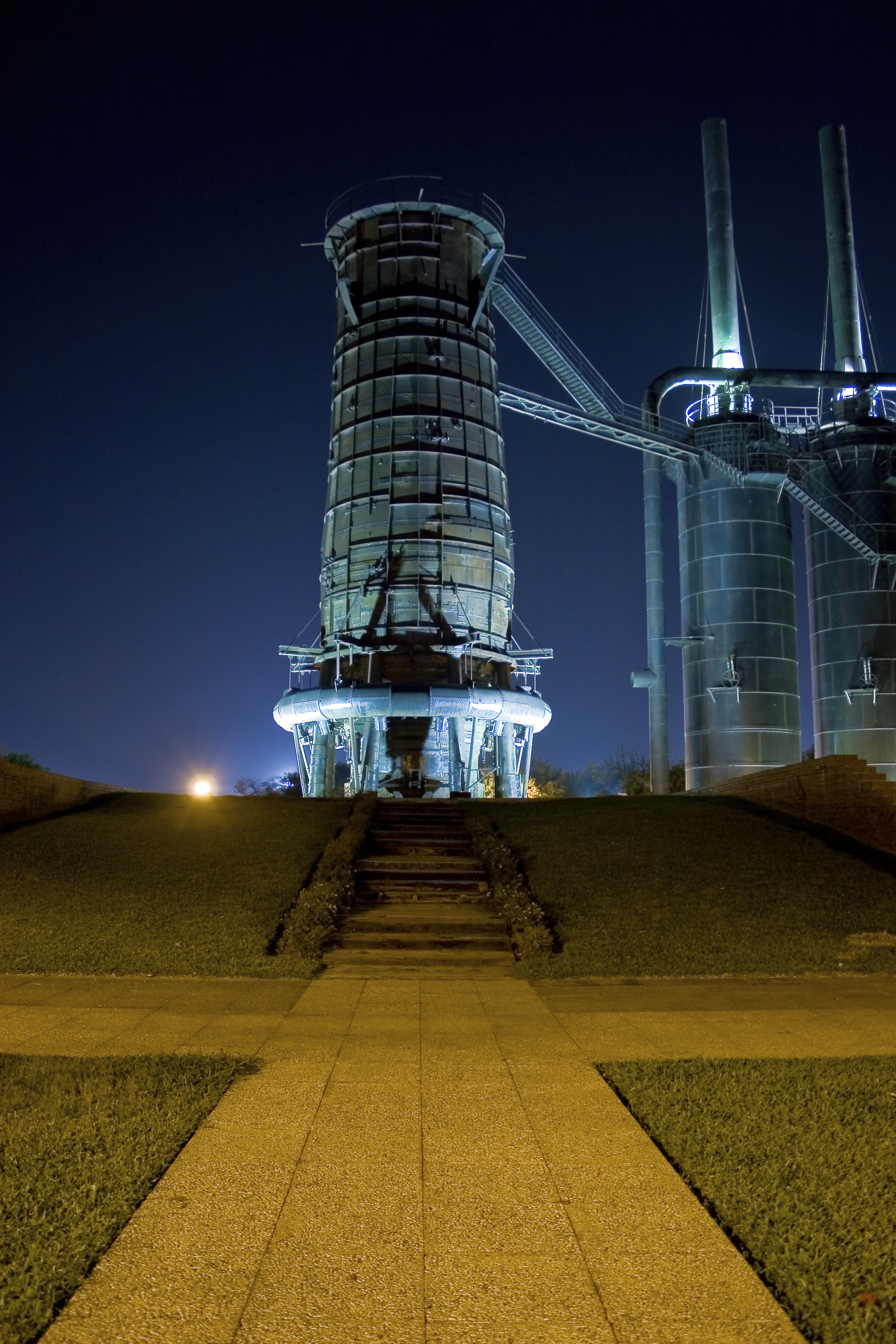
Alto horno 1 de la Fundidora de Fierro y Acero de Monterrey.

### 1900 - 1986
Con el apoyo de diversos empresarios de la ciudad y del gobernador Bernardo Reyes al ofrecer importantes estímulos fiscales, el 5 de mayo de 1900 fue constituida la Compañía Fundidora de Fierro y Acero de Monterrey, S.A. con un capital de 10 000 000 de pesos y la compra de la Compañía Mexicana de Fierro así como de los Fondos mineros de «El Cinco de Mayo», «La Piedra Iman» y «La Cueva» (localizados dentro del distrito minero de Golondrinas) del municipio de Lampazos y el derecho de explotación de otros fondos mineros de Lampazos y Monclova.
Se instala en un terreno de 226 hectáreas al oriente de la ciudad el centro fabril donde se instaló el primer alto horno de América Latina el cual entró en funcionamiento el 7 de febrero de 1903 cuya producción era de 350 toneladas diarias.
La mano de obra de principios del siglo XX imposibilitaba a la empresa tener obreros calificados por lo que fue necesario contratar técnicos extranjeros de Estados Unidos, Francia y Alemania edificando para ellos el Hotel Acero y para los obreros mexicanos la Colonia Acero formada por 120 casas.
Empezó produciendo 500 toneladas diarias de arrabio por medio del proceso de aceración que se realizaba en tres hornos de solera abierta (proceso Siemens-Martin) que aumentaron a cuatro en 1909.
En 1907 llega al consejo de la empresa Adolfo Prieto quien impulsó nuevas estrategias de comercialización y de producción alcanzando en 1909 la cifra de casi sesenta mil toneladas de acero. Buscando mejorar la educación de los trabajadores se funda en 1911 la Escuela Acero, es en este año que la empresa empieza a producir 84 mil toneladas, la Revolución mexicana frenó el crecimiento de la fundidora casi apagando el fuego del Horno número Uno, así como afectando las zonas mineras y la comunicación por ferrocarril provocando escasez de materia prima e imposibilitando aprovechar la oportunidad de exportar el acero a los países que se encontraban en el conflicto de la Primera Guerra Mundial. El conflicto revolucionario afectó el ritmo de labores permitiendo en ciertos periodos laborar un par de días a la semana. Esto no impidió que se editara el Manual para Constructores, obra que sería utilizada para la industria de la construcción y usada como referente por más de 50 años.
Los problemas que trajo la revolución al término de la lucha armada, en 1917 logró una producción de 22 mil toneladas, no es sino hasta 1929 que alcanzó a superar la producción de 66 mil toneladas de años atrás.
En 1917 Carlos Prieto Fernández de la Llana asume la presidencia del Consejo de Administración, adquiere de empresas estadounidenses dos yacimientos: Hércules, en  Coahuila (1920), y el Cerro de Mercado, en el estado de Durango (1922).

### Accidente de 1971
El 20 de noviembre de 1971, a las 6:50 de la mañana, trabajadores de la planta tenían que transportar una olla de acero fundido, dicha olla chocó contra una plataforma y se vaciaron unas 25 de las 275 toneladas del hierro fundido que contenía a una temperatura cercana a los 1600 grados centígrados, alcanzando a 17 trabajadores. Los hechos ocurrieron en el Horno No.2, pero la noticia corrió de inmediato por la planta de Fundidora ya que se generó un enorme estruendo y resplandor.
15 de los accidentados murieron instantáneamente, prácticamente desintegrados por la masa ardiente, uno más murió al día siguiente y un ingeniero falleció nueve días después.
Tras el accidente se realizó una investigación, con la cual se pudo descartar la posibilidad de un ataque o sabotaje.
Con los interrogatorios comenzaron a salir a la luz presuntas fallas mecánicas que presentaba la grúa que trasladaba los peroles, específicamente con los mandos eléctricos, además de deficiencias que supuestamente fueron reportadas por los trabajadores y que no fueron atendidas por la empresa.
De igual forma se supuso que el operador de la grúa pudo haber perdido el control de la misma al caerle alguna chispa, ya que la cabina de la grúa carecía de protección durante el movimiento.
Tiempo después, unos de los trabajadores que logró sobrevivir, según relato del mismo "fue requerido minutos antes de la tragedia, el se retrasó un poco al guardar viandas de alimento y tras arreglar un pequeño desperfecto que le reportó un operador, cuando estaba por alcanzar a sus compañeros en el horno No.4, la tragedia se hizo presente y él quedó como testigo".
Fue uno de los accidentes más trágicos en la historia laboral de México y el peor de la compañía.

### 1977 - 1986
La empresa pasó a ser propiedad federal a través de SIDERMEX, bajo la administración de Jorge Leipen Garay en 1977 hasta 1986, dos años después de haber sido declarada financieramente insolvente, fue creado en 1988 el Fideicomiso Fundidora cuyo fin es administrar los activos.

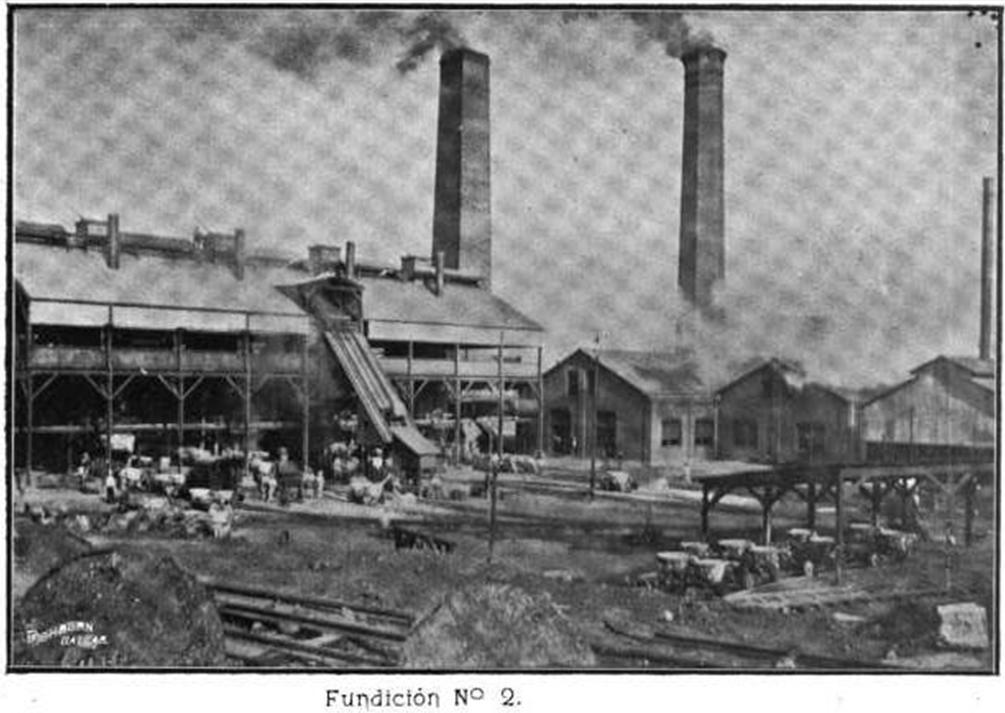

### El cierre de la empresa Fundidora

#### Deuda inmensa
Bajo la administración de Carlos Prieto, presidente del Consejo de Administración, surgieron los planes de modernización y expansión que implicaron, entre otros, la construcción de un nuevo taller de aceración Siemens-Martin, que resultaba obsoleta, que repercutió por años en elevados costos de producción. El plan requería de dos mil millones de pesos cuando el capital de la empresa apenas rebasaba los 300 millones de pesos. Para ponerlo en marcha se obtuvieron créditos por casi 900 millones de pesos. El resultado sería un endeudamiento tan alto que resultaría impagable.
El plan tenía como meta incrementar la producción de 900 mil a un millón de toneladas anuales, pero este objetivo se vio obstaculizado en 1970 por los 131 días en los que estudiantes, obreros y pobladores del lugar mantuvieron bloqueado el acceso a la materia prima del Cerro del Mercado, Durango, lo que ocasionó fuertes daños a la economía de Fundidora.
Para poder sanear sus problemas, el Gobierno Federal, a través de sus organismos financieros, decidió en 1972 comprar 25% de sus acciones. Con esta medida, que no fue exclusiva en Fundidora, puesto que la puso en rescate de otras empresas privadas más, pretendió apoyar las fuentes de trabajo.
En 1974, ante la necesidad de cumplir sus metas productivas, obtuvo un préstamo por 4 mil 700 millones de dólares; adicionalmente, el Consejo de Administración acordó el incremento del capital social mediante la participación del Gobierno Federal, a través de Nacional Financiera, de una inversión por 300 millones de pesos a cuenta de un grupo de inversionistas japoneses, encabezados por la Nipon Steel Corp., con la cual la empresa logró el acceso inmediato a la asesoría tecnológica japonesa.

## Organización
El primer consejo de administración estuvo formado por Antonio Basagoiti Arteta, Eugenio Kelly, León Signoret, Tomás Braniff, Vicente Ferrara, Isaac Garza, Valentín Rivero y Gajá, Ernesto Madero Farías y Adolfo Zambrano.
Dentro de los logros realizados por esta empresa, destaca la proyección de una serie de planes de expansión y modernización que abarcaron los años de 1957 a 1977, tendientes a modernizar la tecnología siderúrgica de Fundidora Monterrey. A partir de los años 70 se inicia el paulatino decaimiento de la empresa. Una combinación de problemas sindicales, de producción, devaluación económica, deuda financiera, entre otros, llevó a la considerada primera industria siderúrgica de América Latina a la quiebra el 9 de mayo de 1986.

### Previsión y Seguridad
Fundidora Monterrey participó en muchos desarrollos culturales, uno de ellos fue la revista Previsión y Seguridad, editada a partir de 1936, la cual era recibida por los trabajadores de la empresa, transmitiendo entre otras cosas la disciplina y conducta de las familias regiomontanas.

## Parque Fundidora
El alto horno número tres aún se conserva intacto dentro del parque, llegó a producir hasta 100.000 toneladas anuales de acero, en 1977 llegó a su máxima capacidad al funcionar con los tres hornos restantes, la empresa alcanzó la meta del millón de toneladas de acero poco antes de su cierre. El alto horno número tres fue declarado monumento y es protegido mediante una ley de patrimonio.